# 秦慧玉
秦 慧玉（はた えぎょく、1896年3月25日 - 1985年1月2日）は、日本の仏教学者。駒澤大学教授。永平寺76世貫首、曹洞宗管長。号は「明峰」。

## 来歴
兵庫県生まれ。5歳で秦慧昭について得度。曹洞宗大学林（現駒澤大学）卒業。岐阜県の正眼寺で修行。1923年に東京帝国大学に入学。同年5月、宇井伯寿の勧めで、東北帝国大学に転学。武内義雄に師事し支那学を研究した。1926年東北帝国大学を卒業。同年9月、旧制浦和高等学校（現埼玉大学）の教授となる。のち駒澤大学教授。
1976年に曹洞宗管長、永平寺76世貫首。1980年全日本仏教会会長就任。仏教を通して国際親善に尽力。1983年清水寺の大西良慶貫主の本葬では大導師を務めた。著作に「新詩偈作法」「普勧坐禅儀講話」など。
1985年1月2日遷化、90歳。